# Blue Giant
Blue Giant és una sèrie de manga de temàtica jazz japonesa escrita i il·lustrada per Shinichi Ishizuka. Va ser serialitzada al Big Comic de Shogakukan de maig de 2013 fins a agost de 2016, els capítols de la qual van ser recopilats en deu volums tankōbon. La sèrie ha rebut tres seqüeles.
El febrer de 2023 es va estrenar al Japó una adaptació cinematogràfica d'anime produïda per l'estudi NUT. El 8 de març de 2024 es va estrenar en versió doblada al català.

## Argument
Des que un amic el va portar a una actuació de jazz en viu que el va emocionar a un nivell profund, l'estudiant de batxillerat Dai Miyamoto ha practicat amb el saxofon dia i nit. Tot i que no és capaç de llegir partitures, toca amb tota la seva passió. Després de graduar-se, el jazz el porta a traslladar-se a Tòquio, on coneix un talentós pianista anomenat Yukinori Sawabe. Al començament en Yukinori no el pren seriosament, però després de sentir-lo tocar canvia d'idea i junts decideixen formar un grup de música. Aviat se'ls uneix el bateria novell Shunji Tamada i tots tres formen JASS. L'objectiu del trio és tocar al club de jazz més important del Japó, So Blue, i canviar l'escena japonesa del jazz. Però just quan comença a aparèixer la possibilitat de tocar en viu a So Blue, passa una cosa completament inesperada.

## Contingut de l'obra

### Manga
Blue Giant és un manga escrit i il·lustrat per Shinichi Ishizuka. Es va començar a publicar el 10 de maig de 2013 a la revista Big Comic de Shogakukan i va finalitzar-se el 25 d'agost de 2016. L'editorial va recopilar-ne els capítols en 10 volums tankōbon, publicats entre el 29 de novembre de 2013 i el 10 de març de 2017.
Una segona sèrie, anomenada Blue Giant Supreme, es va serialitzar a la Big Comic del 10 de setembre de 2016 fins al 25 d'abril de 2020, els capítols de la qual van ser recopilats en onze tankōbon, publicats entre el 10 de març de 2017 i el 30 d'octubre de 2020.
Una tercera sèrie, anomenada Blue Giant Explorer, es va serialitzar a la Big Comic del 25 de maig del 2020 al 10 de maig del 2023. El primer volum recopilatori es va publicar el 30 d'octubre de 2020, i a 29 de febrer de 2024 se n'han publicat nou.
Una quarta sèrie, situada a la ciutat de Nova York i anomenada Blue Giant Momentum, es va començar a publicar a la Big Comic el 25 de juliol de 2023.

### Pel·lícula
El 21 d'octubre de 2021 es va anunciar una adaptació cinematogràfica animada de l'obra produïda per NUT. És dirigida per Yuzuru Tachikawa, basada en un guió de Number 8, amb disseny de personatges de Yūichi Takahashi (que també va exercir de director d'animació) i música i banda sonora originals de Hiromi Uehara. Originalment, s'havia d'estrenar el 2022, però finalment va ser el 17 de febrer de 2023.

## Rebuda
A l'agost de 2020, el manga tenia més de 5,8 milions de còpies en circulació.
Blue Giant va ser nominat a la vuitena i novena edició de Manga Taishō, el 2015 i 2016 respectivament. La sèrie va quedar quinzena a la llista de mangues més llegits pels homes el 2016 a Kono Manga ga Sugoi!. El 2017, Blue Giant va guanyar el 62è Premi de manga Shogakukan en la categoria general i el premi del 20è Japan Media Arts Festival. El 2018 el manga va ser nominat a la 22a edició del Premi Cultural Osamu Tezuka.
Blue Giant va ser nominat a "Millor còmic" a la 46a edició del Festival del Còmic d'Angulema, el 2019. El 2014, a la 51a edició també va ser nominat a la mateixa categoria.